# Języki galloromańskie
Języki galloromańskie – podgrupa językowa w obrębie języków romańskich.

## Klasyfikacja wewnętrzna

### Klasyfikacja Merritta Ruhlena
Języki romańskie
- Języki romańskie kontynentalne
  - Języki zachodnioromańskie
    - Języki gallo-ibero-romańskie
      - Języki ibero-romańskie
      - Języki gallo-romańskie
        - Języki gallo-romańskie północne
          - Język franko-prowansalski
          - Język francuski

        - Języki gallo-romańskie południowe
          - Język prowansalski (oksytański)

### Klasyfikacja Ethnologue
Języki romańskie
- Języki italo-zachodnie
  - Języki zachodnioromańskie
    - Języki gallo-iberyjskie
      - Języki iberoromańskie
      - Języki galloromańskie
        - Języki gallo-italskie
          - Język emilijski
          - Język liguryjski
          - Język lombardzki
          - Język piemoncki
          - Język romaniolski
          - Język wenecki

        - Języki gallo-retyckie
          - Języki d’oïl
            - Języki francuskie
              - Język francuski
              - Język francuski Cajun
              - Język jèrriais
              - Język pikardyjski
              - Język waloński

            - Języki d’oïl południowowschodnie
              - Język arpitan (franko-prowansalski)

          - Języki retoromańskie (retyckie)
            - Język friulski
            - Język ladyński
            - Język romansz